# Crawford Bay
Crawford Bay är en vik i Australien. Den ligger i delstaten Western Australia, omkring 1 900 kilometer nordost om delstatshuvudstaden Perth.
Trakten runt Crawford Bay består i huvudsak av gräsmarker. Savannklimat råder i trakten. Genomsnittlig årsnederbörd är 1 438 millimeter. Den regnigaste månaden är januari, med i genomsnitt 398 mm nederbörd, och den torraste är augusti, med 2 mm nederbörd.